# Галатасарай (футбольный клуб)
«Галатасара́й» (тур. Galatasaray Spor Kulübü) — турецкий профессиональный футбольный клуб из Стамбула, входящий в состав спортивного общества «Галатасарай» и выступающий в чемпионате Турции. Основан в 1905 году. Домашние матчи проводит на стадионе «Неф», вмещающем более 52 тысячи зрителей. Один из самых успешных футбольных клубов страны, 25-кратный чемпион Турции, 19-кратный обладатель Кубка Турции, 17-кратный обладатель Суперкубка Турции, обладатель Кубка УЕФА и Суперкубка УЕФА.
«Галатасарай» — одна из двух команд, которая выиграла Кубок УЕФА без единого поражения в течение турнира, а также первая команда, выигравшая этот турнир после того, как заняла третье место в группе в групповом раунде Лиги Чемпионов. В финале Кубка УЕФА сезона 1999/2000 годов «Галатасарай» обыграл лондонский «Арсенал» в серии пенальти со счётом 4:1 и стал первым в истории турецким клубом, выигравшим еврокубок. «Галатасараю» также принадлежит мировой рекорд по самой длинной победной серии в домашних матчах — с 13 мая 2001 года по 8 декабря 2002 команда выиграла 24 матча подряд на своём поле. В январе 2001 года «Галатасарай» возглавлял рейтинг «Лучший футбольный клуб мира».
Действующий чемпион Суперлиги, футболисты клуба завоевали свой 25-й трофей за два тура до окончания сезона 2024/25.

## Название
Название «Галатасарай» непосредственно происходит от Галатасарайского лицея (первоначально носившего название «Императорская школа Галатского дворца»), а в исторической перспективе образовано из двух слов: Галата (исторический район Стамбула) и «сарай» («дворец», в переводе с турецкого).

## История

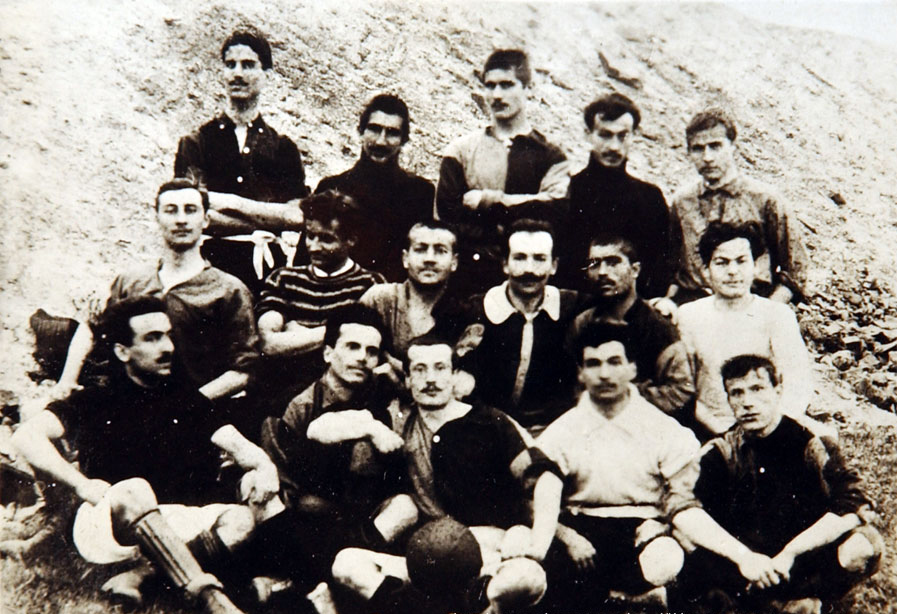
Первое фото «Галатасарая», 1905

Клуб был основан в 1905 году группой учеников высшей школы «Галатасарай» во главе с Али Сами Еном. «Галатасарай» является одним из старейших футбольных клубов Турции.
Первое время «Галатасарай» не был зарегистрирован как организация, поскольку в Турции не было отрегулированного спортивного законодательства. С 1912 года после принятия соответствующего положения клуб стал существовать на законной основе. «Галатасарай» присоединился к стамбульской лиге в сезоне 1905/06 и выиграл её в сезоне 1907/08. В 1952 году клуб стал профессиональным. В 1959 году образовалась единая турецкая лига, и «Галатасарай» вскоре стал одной из ведущих её команд.

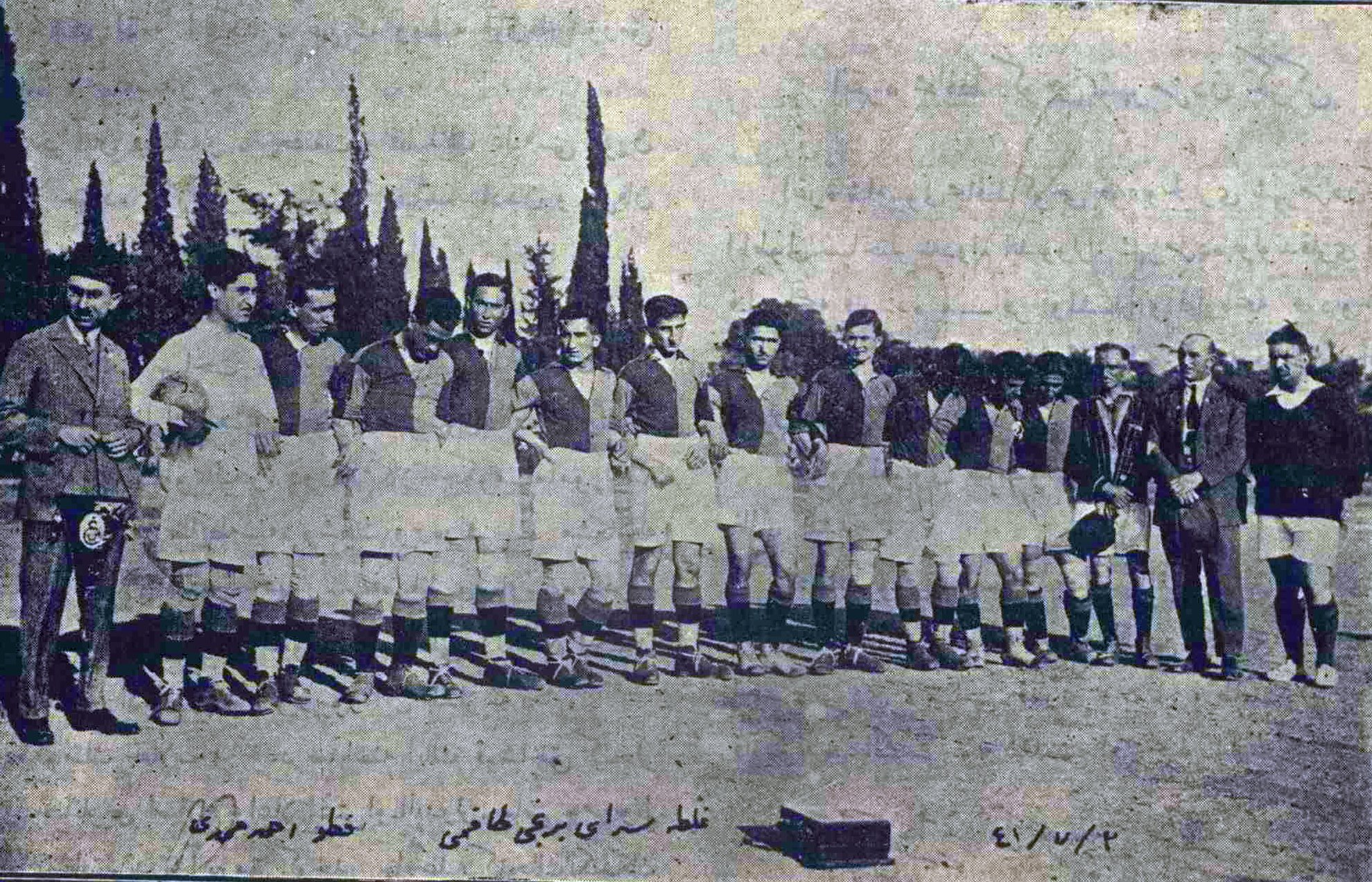
Фотография футбольной команды в журнале Gol Spor (1925 год)

В сезоне 1981/82 клуб занял своё низшее на тот момент место в турецких лигах (11-е), но выиграл Кубок Турции.
Наибольшие успехи пришли к команде в конце 90-х. В 2000 году «Галатасарай» под руководством Фатиха Терима одержал победу в Кубке УЕФА, обыграв в финале лондонский «Арсенал» в серии послематчевых пенальти, а затем в Суперкубке УЕФА был взят верх над мадридским «Реалом». Тем самым клуб стал первой турецкой командой, побеждавшей в европейских турнирах.
Возвращение в качестве главного тренера Георге Хаджи в «Галатасарай» было удачным: в 2005 году был взят Кубок Турции.
Традиционная форма клуба — жёлто-красные футболки, красные шорты и носки. Али Сами Ен выбрал красно-жёлтые цвета как символ огня и силы.
Принципиальными соперниками клуба являются другие стамбульские клубы «Фенербахче» и «Бешикташ», противостояние с «Фенербахче» носит название Межконтинентальное (или вечное) дерби.
В 2008 году клуб в очередной раз стал чемпионом страны, но его покинули 2 «живые легенды»: Хакан Шукюр завершил карьеру, а Окан Бурук подписал двухлетний контракт с клубом «Истанбул ББ».
21 октября 2010 года «Галатасарай» снова возглавил Георге Хаджи. В марте 2011 года руководство «Галатасарая» приняло решение отправить Хаджи в отставку.
После худшего за 30 лет сезона 2010/11 годов (8-е место в чемпионате и ни одного трофея), состав «Галатасарая» почти полностью изменился, и к техническому руководству вернулся Фатих Терим, что позволило клубу в следующем сезоне завоевать чемпионство.
Зимой 2013 года состав клуба пополнили Уэсли Снейдер и Дидье Дрогба. В сезоне 2012/2013 «Галатасарай» дошёл до 1/4 финала Лиги Чемпионов, обыграв немецкий «Шальке-04» с общим счётом 4:3.
Сезон 2021/22 стал худшим для клуба в турецких лигах (13-е место), хотя он достойно выступил в Лиге Европы, уступив в 1/8 финала «Барселоне». По ходу сезона ушёл тренер Фатих Терим после пяти лет работы, а при сменившем его Доменеке Торрене результаты лишь ухудшились. Назначенный на его место Окан Бурук в следующем году привёл команду к чемпионству.

## Достижения

### Национальные
- Чемпионат Турции:
  - Чемпион (25, рекорд): 1961/62, 1962/63, 1968/69, 1970/71, 1971/72, 1972/73, 1986/87, 1987/88, 1992/93, 1993/94, 1996/97, 1997/98, 1998/99, 1999/00, 2001/02, 2005/06, 2007/08, 2011/12, 2012/13, 2014/15, 2017/18, 2018/19, 2022/23, 2023/24, 2024/25
- Кубок Турции:
  - Обладатель (19, рекорд): 1962/63, 1963/64, 1964/65, 1965/66, 1972/73, 1975/76, 1981/82, 1984/85, 1990/91, 1992/93, 1995/96, 1998/99, 1999/00, 2004/05, 2013/14, 2014/15, 2015/16, 2018/19, 2024/25
- Суперкубок Турции:
  - Обладатель (17, рекорд): 1966, 1969, 1972, 1982, 1987, 1988, 1991, 1993, 1996, 1997, 2008, 2012, 2013, 2015, 2016, 2019, 2023

### Международные
- Лига чемпионов УЕФА:
  - Полуфинал: 1988/89
- Кубок УЕФА:
  - Обладатель: 2000
- Кубок обладателей кубков
  - Четвертьфинал: 1991/92
- Суперкубок УЕФА:
  - Обладатель: 2000

### Другие достижения
- Emirates Cup:
  - Обладатель: 2013
- Кубок часов
  - Обладатель: 2016
- Кубок премьер-министра Турции:
  - Обладатель (5): 1975, 1979, 1986, 1990, 1995
- Кубок TSYD:
  - Обладатель (12): 1964, 1967, 1968, 1971, 1978, 1982, 1988, 1992, 1993, 1998, 1999, 2000 (рекорд)
- Стамбульская футбольная лига:
  - Чемпион (3): 1909, 1910, 1911, 1915, 1916, 1921/22, 1924/25, 1925/26, 1926/27, 1928/29, 1930/31, 1948/49, 1954/55, 1955/56, 1957/58
- Национальная лига:
  - Чемпион: 1939
- Кубок Стамбула:
  - Обладатель (2): 1942, 1943
- Кубок Ататюрка:
  - Обладатель (2): 1963, 2000
- Кубок пятидесятилетия:
  - Обладатель: 1973 (турнир проводился единожды)

## Стадион
Домашним стадионом для «Галатасарая» является современная многофункциональная «Тюрк Телеком Арена», расположенная в районе Шишли города Стамбул, Турция. Вместимость арены составляет 52 650 зрителей.
Переезд с «Али Сами Ен» был задуман с целью сменить устаревший стадион на новую современную арену, удовлетворяющую всем требованиям гранда турецкого футбола.
13 декабря 2007 года при участии правительственных чиновников был заложен фундамент нового стадиона. Стоимость строительства составила €128 млн.

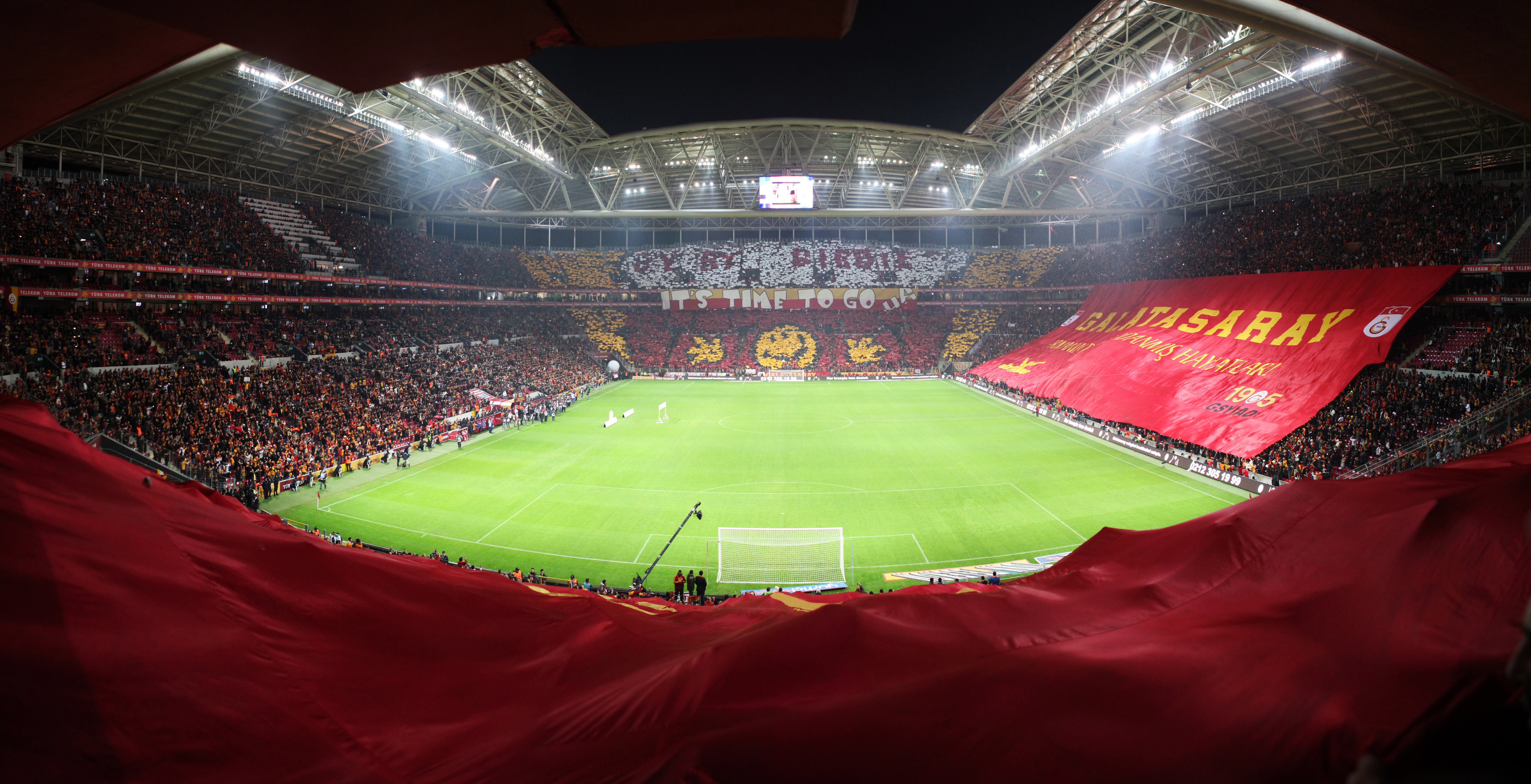
Красочный перфоманс на «Тюрк Телеком Арене»

В 2008 году Турецкая футбольная федерация решила подать заявку на проведение чемпионата Европы по футболу 2016 у себя в стране, позднее и на проведение чемпионата Европы 2020. Это решение повлекло внести поправки в проект стадиона, чтобы он мог соответствовать проведению матчей полуфинальной стадии континентального первенства по стандартам УЕФА.
Права на название стадиона были проданы крупнейшей телекоммуникационной компании Türk Telekom сроком на 10 лет за $100,5 млн.
Торжественное открытие «Тюрк Телеком Арены» произошло 15 января 2011 года товарищеским матчем между футбольными клубами «Галатасарай» и «Аякс». Матч завершился со счётом 0:0. Начиная с 1933 года, более 77 лет спустя была исполнена заветная мечта многих миллионов поклонников клуба.
Первый официальный матч «Галатасарая» на новой арене пришёлся на игру против «Сивасспор», которая завершилась победой хозяев со счётом 1:0. Первый гол на новой арене был забит защитником сборной Турции Серветом Четином.
18 марта 2011 года в матче против «Фенербахче» был установлен мировой рекорд шума на спортивных аренах в децибелах. Он составил 131.76 дБ и попал в «книгу рекордов Гиннесса».

## Клубные цвета и форма

### Официальные клубные цвета
| Цвет | Пантон | CMYK                | Hex код             |
| ---- | ------ | ------------------- | ------------------- |
|      | 1235   | C%0 M%30 Y%100 K%0  | #FCB514 или #FFB517 |
|      | 201    | C%0 M%100 Y%65 K%34 | #A32638 или #B50043 |

### Форма

#### Домашняя
| 2016/17 | 2017/18 | 2018/19 | 2019/20 | 2020/21 | 2021/22 | 2022/23 | 2023/24 | 2024/25 | 2025/26 |

#### Гостевая
| 2016/17 | 2017/18 | 2018/19 | 2019/20 | 2020/21 | 2021/22 | 2022/23 | 2023/24 | 2024/25 | 2025/26 |

#### Резервная
| 2016/17 | 2017/18 | 2018/19 | 2019/20 | 2020/21 | 2021/22 | 2021/22 | 2023/24 | 2024/25 | 2025/26 |

Источники:,
| Период     | Производитель | Спонсор             |
| ---------- | ------------- | ------------------- |
| 1977—1978  | Нет           | Volvo / PeReJa      |
| 1978—1979  | Нет           | Нет                 |
| 1979—1982  | Нет           | Telefunken          |
| 1982—1983  | Нет           | MEBan               |
| 1983—1985  | Нет           | Telefunken          |
| 1985—1986  | Adidas        | Denizcilik Bankası  |
| 1986—1991  | Adidas        | TürkBank            |
| 1991—1992  | Umbro         | ADEC Saat / Show TV |
| 1992—1995  | Umbro         | Show TV             |
| 1995—1997  | Adidas        | VakıfBank           |
| 1997—1998  | Adidas        | Bank Ekspres        |
| 1998—2000  | Adidas        | Marshall Boya       |
| 2000—2001  | Adidas        | Telsim              |
| 2001—2002  | Lotto         | Aria                |
| 2002—2004  | Umbro         | Aria                |
| 2004—2005  | Umbro         | Avea                |
| 2005—2009  | Adidas        | Avea                |
| 2009—2011  | Adidas        | Turk Telekom        |
| 2011—2014  | Nike          | Turk Telekom        |
| 2014—2015  | Nike          | Huawei              |
| 2016—2019  | Nike          | nef                 |
| 2019—2020  | Nike          | Terra Pizza         |
| 2020—н. в. | Nike          | Sixt                |

## Рекордсмены клуба

### По сыгранным матчам
| №  | Игрок            | Количество матчей | №  | Игрок           | Количество матчей |
| -- | ---------------- | ----------------- | -- | --------------- | ----------------- |
| 1  | Бюлент Коркмаз   | 588               | 11 | Сельчук Инан    | 331               |
| 2  | Хакан Шукюр      | 539               | 12 | Айхан Акман     | 328               |
| 3  | Ариф Эрдем       | 485               | 13 | Хакан Унсал     | 314               |
| 4  | Сабри Сарыоглу   | 479               | 14 | Окан Бурук      | 306               |
| 5  | Фернандо Муслера | 460               | 15 | Угур Тютюнекер  | 260               |
| 6  | Эргюн Пенбе      | 428               | 16 | Арда Туран      | 240               |
| 7  | Тугай Керимоглу  | 387               | 17 | Фарид Мондрагон | 238               |
| 8  | Хасан Шаш        | 354               | 18 | Умит Каран      | 238               |
| 9  | Суат Кая         | 345               | 19 | Умит Давала     | 227               |
| 10 | Хакан Балта      | 334               | 20 | Семих Кая       | 211               |

### Бомбардиры
| №  | Игрок        | Количество голов | Количество матчей |
| -- | ------------ | ---------------- | ----------------- |
| 1  | Хакан Шукюр  | 288              | 539               |
| 2  | Ариф Эрдем   | 133              | 485               |
| 3  | Танджу Чолак | 132              | 146               |
| 4  | Умит Каран   | 98               | 238               |
| 5  | Бурак Йылмаз | 82               | 141               |
| 6  | Георге Хаджи | 72               | 192               |
| 7  | Неджати Атеш | 66               | 140               |
| 8  | Метин Октай  | 61               | 73                |
| 9  | Милан Барош  | 61               | 116               |
| 10 | Сельчук Инан | 59               | 331               |

## Основной состав
| 12 | Флаг Турции   | Вр  | Батухан Шен           | 1999 |  |  |  |  |  |
| 19 | Флаг Турции   | Вр  | Гюнай Гювенч          | 1991 |  |  |  |  |  |
| 38 | Флаг Турции   | Вр  | Атакан Орду           | 2005 |  |  |  |  |  |
|    |               |     |                       |      |  |  |  |  |  |
| 4  | Флаг Сенегала | Защ | Исмаил Якобс          | 1999 |  |  |  |  |  |
| 6  | Флаг Колумбии | Защ | Давинсон Санчес       | 1996 |  |  |  |  |  |
| 23 | Флаг Турции   | Защ | Каан Айхан            | 1994 |  |  |  |  |  |
| 24 | Флаг Дании    | Защ | Элиас Йелерт          | 2003 |  |  |  |  |  |
| 25 | Флаг Дании    | Защ | Виктор Нельссон       | 1998 |  |  |  |  |  |
| 42 | Флаг Турции   | Защ | Абдюлькерим Бардакджи | 1994 |  |  |  |  |  |
| 58 | Флаг Турции   | Защ | Али Йешилюрт          | 2005 |  |  |  |  |  |
| 90 | Флаг Турции   | Защ | Метехан Балтаджи      | 2002 |  |  |  |  |  |
|    |               |     |                       |      |  |  |  |  |  |
| 5  | Флаг Турции   | ПЗ  | Эйюп Айдын            | 2004 |  |  |  |  |  |
| 8  | Флаг Германии | ПЗ  | Керем Демирбай        | 1993 |  |  |  |  |  |

| 18 | Флаг Турции    | ПЗ  | Беркан Кутлу                | 1998 |  |  |  |  |  |
| 20 | Флаг Бразилии  | ПЗ  | Габриэл Сара                | 1999 |  |  |  |  |  |
| 22 | Флаг Марокко   | ПЗ  | Хаким Зиеш                  | 1993 |  |  |  |  |  |
| 33 | Флаг Турции    | ПЗ  | Гёгдениз Гюрпюз             | 2006 |  |  |  |  |  |
| 34 | Флаг Уругвая   | ПЗ  | Лукас Торрейра              | 1996 |  |  |  |  |  |
| 83 | Флаг Турции    | ПЗ  | Эфе Акман                   | 2006 |  |  |  |  |  |
|    |                |     |                             |      |  |  |  |  |  |
| 7  | Флаг Венгрии   | Нап | Роланд Шаллаи               | 1997 |  |  |  |  |  |
| 9  | Флаг Аргентины | Нап | Мауро Икарди (вице-капитан) | 1993 |  |  |  |  |  |
| 10 | Флаг Германии  | Нап | Лерой Зане                  | 1996 |  |  |  |  |  |
| 11 | Флаг Турции    | Нап | Юнус Акгюн                  | 2000 |  |  |  |  |  |
| 30 | Флаг Австрии   | Нап | Юсуф Демир                  | 2003 |  |  |  |  |  |
| 45 | Флаг Нигерии   | Нап | Виктор Осимхен              | 1998 |  |  |  |  |  |
| 53 | Флаг Турции    | Нап | Барыш Йылмаз                | 2000 |  |  |  |  |  |

## В искусстве
Клуб упоминается в песне «Урок географии» российской рок-группы Сплин («Галатасарай завтра выиграет в Лондоне!»), в песне британской группы The Fall «Theme from Sparta F.C.», а также в российском кинофильме «День выборов».[значимость факта?]

## Болельщики
В среде болельщиков клуб неофициально носит название Джимбомбом (Cimbombom). Есть несколько одинаково невероятных версий происхождения этого названия и ни одной официальной. Тем не менее, практически все речевки фанатского движения содержат в себе упоминание этого названия. Например «Cimbom! Galatasaray! Galatasaray şampiyon! Cimbom! Galatasaray! Şampiyonum Cimbom’um!» (Джимбомбом! Галатасарай! Галатасарай — чемпион! Джимбомбом! Галатасарай! Мой чемпион — Джимбомбом!). Так же в фанатской культуре как минимум некоторых стран, включая Россию, болельщики Галатасарая именуются Джим-бомами.
18 марта 2011 года во встрече 26-го тура чемпионата Турции с «Галатасараем», фанаты «Фенербахче» совместно с болельщиками «Галатасарая» установили новое достижение по уровню шумовой поддержки на спортивных соревнованиях. Они издавали шум, достигший отметки в 131,76 децибела.
Такой показатель является лучшим результатом по уровню шумовой поддержки на спортивных соревнованиях. Представители Книги рекордов Гиннеса зафиксировали достижение фанатов.

## Бизнес
«Галатасарай» владеет сетью магазинов (всего 88), Galatasaray Store, продавая клубные товары в Турцию, Германию, Северный Кипр. Магазины находятся в Стамбуле (36), Анкаре (6), Анталии (4), Измире (4), Конье (3), Самсуне (2), Адане (2), Бурсе (2), Айдыне (2), Баку (1).
Клуб также владеет букмекерской конторой, «GS Bilyoner»; страховой компанией, «GS Sigorta HDI»; Интернет-провайдерской компанией «GSNET» , туристическим агентством, GSTRAVEL, туристическим агентством, форекс компанией «GSForex», и поисковой компанией «GSYandex».